# Whatever People Say I Am, That's What I'm Not
Whatever People Say I Am, That's What I'm Not (de l'anglès, "Sigui el que sigui el que la gent digui que sóc, això és el que no sóc") és l'àlbum debut de la banda d'indie rock anglesa Arctic Monkeys, publicat el 23 de gener de 2006. L'àlbum va superar l'àlbum homònim d'Elastica per convertir-se en l'àlbum debut venut més ràpidament de la història del Regne Unit, venent més de 360.000 còpies la primera setmana, i encara retén la distinció. Des de llavors, ha obtingut quíntuple platí al Regne Unit.
L'àlbum inclou les dues pistes de l'EP original del grup, Five Minutes with Arctic Monkeys, així com els seus dos primers senzills, «I Bet You Look Good On The Dancefloor» i «When The Sun Goes Down», que esdevindrien tots dos número 1 al Regne Unit. És l'àlbum favorit de molts fans de la banda i els crítics sovint el qualifiquen com un dels millors de l'any, de la dècada o fins i tot de tots els temps. Va rebre el premi Mercury el 2006 al Millor Àlbum de l'Any, la revista Rolling Stone el va situar el 30è Millor Àlbum Debut de Tots els Temps i la revista musical britànica NME el va situar com el 19è millor àlbum de tots els temps.

## Llista de cançons
Totes les cançons foren escrites i compostes per Alex Turner, excepte on s'indiqui el contrari. 
| Núm. | Títol                                                                          | Durada |
| ---- | ------------------------------------------------------------------------------ | ------ |
| 1.   | «The View From the Afternoon»                                                  | 3:38   |
| 2.   | «I Bet You Look Good On The Dancefloor»                                        | 2:53   |
| 3.   | «Fake Tales of San Francisco»                                                  | 2:57   |
| 4.   | «Dancing Shoes»                                                                | 2:21   |
| 5.   | «You Probably Couldn't See for the Lights but You Were Staring Straight at Me» | 2:10   |
| 6.   | «Still Take You Home» (Turner, Jamie Cook)                                     | 2:53   |
| 7.   | «Riot Van»                                                                     | 2:14   |
| 8.   | «Red Light Indicates Doors Are Secured»                                        | 2:23   |
| 9.   | «Mardy Bum»                                                                    | 2:55   |
| 10.  | «Perhaps Vampires Is a Bit Strong But...»                                      | 4:28   |
| 11.  | «When the Sun Goes Down»                                                       | 3:20   |
| 12.  | «From the Ritz to the Rubble»                                                  | 3:13   |
| 13.  | «A Certain Romance»                                                            | 5:31   |

## Personal
Arctic Monkeys
- Alex Turner – primeres veus, guitarres primera i rítmica, pandereta a «Perhaps Vampires Is a Bit Strong But...»
- Jamie Cook – guitarres primera i rítmica, segones veus
- Andy Nicholson – baix, segones veus
- Matt Helders – bateria, segones veus, veu coprincipal a «You Probably Couldn't See for the Lights but You Were Staring Straight at Me»

Personal tècnic
- Jim Abbiss – producció, enregistrament, mescles de «Mardy Bum»
- Ewan Davies – enregistrament
- Alan Smyth – producció de «Mardy Bum», enregistrament addicional de «When the Sun Goes Down»
- Andreas Bayr – enregistrament de «Mardy Bum»
- Simon 'Barny' Barnicott – mescles
- Owen Skinnner – assistent de mescles
- Henry – assistent d'enregistrament

Personal addicional
- Juno Liverpool – disseny
- Alexandra Wolkowicz – fotografies
- Andy Brown – fotografies
- Desacreditat – piano elèctric i orgue a «Riot Van»